# 데이브 호커데이
데이비드 호커데이(David Hockaday, 1957년 11월 9일 ~ )는 잉글랜드의 전 축구 선수로, 포지션은 오른쪽 윙어-윙백이었으며 블랙풀,스윈든타운,헐시티,스토크시티,슈르즈버리타운에서 선수생활을 했으며 은퇴후엔 감독으로 제2의 축구인생을 시작하였다. 처음으로 감독을 맡은팀은 잉글랜드 5부리그소속 포레스트 그린이다. 2013-14시즌후,리즈 감독으로 선임되었다.